# Décembre 1966

## Évènements
- France :  accord de désistement PCF-FGDS dans la perspective des législatives.

- 1er décembre : gouvernement de « grande coalition » formé par Kurt Georg Kiesinger (CDU) en RFA. Willy Brandt prend les fonctions de vice-chancelier et le portefeuille des Affaires étrangères.

- 2 décembre : réélection de U Thant comme secrétaire général de l'ONU.

- 13 décembre : discours du nouveau chancelier allemand Kurt Kiesinger [1].

- 14 décembre : référendum sur la Loi Organique de l'État, en Espagne.

- 15 décembre : décès de Walt Disney,animateur,scénariste,producteur,acteur,animateur de télévision,imagineer et homme d'affaires (° 5 décembre 1901)

- 16 décembre : les Nations unies proclament le Pacte international relatif aux droits économiques, sociaux et culturels.

- 20 décembre, France : émeutes des aviculteurs bretons à Morlaix.

- 27 décembre : dix mille « gardes rouges », réunis à Pékin, dénoncent le président Liu Shaoqi.

- 31 décembre : le Gouvernement congolais nationalise l'UMHK, activités et propriétés, la rebaptisant Gécamines (Société générale des Carrières et des Mines), une entreprise d'état.

## Naissances
- 1er décembre :
  - Andrew Adamson, réalisateur américain.
  - Édouard Baer, acteur français.
  - Larry Walker, joueur de baseball.
- 2 décembre : Philippe Etchebest, chef cuisinier français.
- 5 décembre : Patricia Kaas, chanteuse française.
- 7 décembre : Mariëlle van Sauers, actrice et femme de lettres néerlandaise.
- 8 décembre : Sinéad O'Connor, chanteuse irlandaise († 26 juillet 2023).
- 14 décembre : Fabrizio Giovanardi, pilote automobile italien.
- 15 décembre : Katja von Garnier, réalisatrice allemande.
- 17 décembre : Marie Arena, ministre présidente de la Communauté française.
- 20 décembre : Hélène Rollès, chanteuse et actrice française.
- 21 décembre : 
  - Kiefer Sutherland, acteur britannique et canadien.
  - William Ruto, homme d'État kenyan et président du Kenya depuis 2022.
- 22 décembre : Darlene Nipper, militante américaine pour les droits LGBT.
- 23 décembre : « El Fundi » (José Pedro Prados Martín), matador espagnol.
- 25 décembre : Darius Rochebin, journaliste suisse, présentateur du journal de la Télévision suisse romande.

## Décès
- 5 décembre : Sylvère Maes, coureur cycliste belge (° 22 août 1909).
- 14 décembre : Stanisław Mikołajczyk, ancien premier ministre de la Pologne.
- 15 décembre : Walt Disney, dessinateur et cinéaste américain.
- 25 décembre : Henri Meck, syndicaliste et homme politique français.